# Biophytum soukupii
Biophytum soukupii är en harsyreväxtart som beskrevs av A. Lourteig. Biophytum soukupii ingår i släktet Biophytum och familjen harsyreväxter. Inga underarter finns listade i Catalogue of Life.